# Julius Anton von Poseck

Julius Anton Eugen von Poseck
(1816–1896)

Julius Anton Eugen Wilhelm von Poseck (* 2. September 1816 in Zirkwitz, Pommern; † 6. Juli 1896 in Lewisham bei London) war ein Prediger, Gemeindegründer, Übersetzer und Autor der Brüderbewegung.

## Leben
Poseck stammte aus einer alten sächsischen Adelsfamilie, der von Poseck. Seine Eltern waren Bernhard Anton Franz von Poseck (1781–1852), Rittmeister in der preußischen Armee und katholisch, und Helene Albertine Elisabeth geb. Steffen verw. von Zitzewitz (1785–1868), Apothekerstochter aus Greifenberg und evangelisch. Julius wurde in Zirkwitz evangelisch getauft. 1818 zog die Familie nach Rheine, wo der Vater Zollinspektor wurde, 1827 nach Saarbrücken und 1833 nach Duisburg.
Nach dem Abitur (1836 in Duisburg) studierte Poseck zunächst zwei Semester Philosophie an der Akademischen Lehranstalt Münster, ab 1838 dann ein Semester Philosophie und sechs Semester Rechtswissenschaften an der Friedrich-Wilhelms-Universität Berlin. 1839/40 leistete er seinen Wehrdienst als Einjährig-Freiwilliger bei der Ersten Kompanie des Königlichen Garde-Schützen-Bataillons in Berlin. 1847 wurde er Auskultator am Königlichen Landgericht in Düsseldorf.
1848 erlebte Poseck eine Bekehrung. Auslöser war ein Ereignis bei den Feierlichkeiten zur 600. Wiederkehr der Grundsteinlegung des Kölner Doms am 15. August: Während der Feier löste sich ein Stein aus der Brüstung des Doms und tötete ein Mädchen an der Stelle, an der kurz zuvor Poseck gestanden hatte. Die Düsseldorfer Zeitung berichtete über diesen Unfall am 17. August 1848: „Ein von dem Thurme des Domes gestürzter Stein traf ein unter der Menge von Zuschauern am Thurme stehendes Frauenzimmer auf den Kopf, so daß dasselbe, ohne ein Lebenszeichen von sich zu geben, todt zur Erde fiel.“
Im Herbst desselben Jahres lernte Poseck William Henry Darby (1790–1880) – einen älteren Bruder John Nelson Darbys – kennen, der zwei Jahre in Düsseldorf wohnte und ihn mit den Schriften der Brüderbewegung bekannt machte. Gemeinsam übersetzten sie etliche dieser Schriften aus dem Englischen und Französischen ins Deutsche, verbreiteten sie in der Region, predigten und gründeten Gemeinden. 1853 zog Poseck nach Barmen, wo er das erste Liederheft der deutschen Brüderbewegung herausgab (Lieder für die Kinder Gottes). Von September 1854 bis März 1855 schuf er zusammen mit John Nelson Darby und Carl Brockhaus die Elberfelder Übersetzung des Neuen Testaments. 1855 ging er nach Hilden und 1857 nach England, wo er noch im selben Jahr die Witwe Christiana Davies geb. Wilson (* 13. März 1821 Reading; † 20. April 1896 Lewisham) heiratete. Bis zum Ende seines Lebens war er als Sprachlehrer, Evangelist, Prediger, Autor und Zeitschriftenherausgeber tätig.
Seine Tochter Christiana Helene (* 13. Januar 1859 Whitley bei Reading; † 30. April 1953 Newport) ging als Missionarin nach China und blieb unverheiratet.

## „Auf dem Lamm ruht meine Seele“
Poseck ist der Verfasser des Liedes „Auf dem Lamm ruht meine Seele“. Die Idee zu diesem Lied kam ihm bei einem Besuch der Abteikirche in Essen-Werden Anfang der 1850er Jahre, wo er oben am Turm ein in Stein gehauenes Lamm sah. Dazu wurde ihm erklärt, dass vor vielen Jahren, als ein Dachdecker das Turmdach ausgebessert habe, der Haken, an dem seine Leiter hing, abgerissen sei. Bei dem furchtbaren Sturz in die Tiefe sei er jedoch wie durch ein Wunder auf ein kleines Schaf gefallen, das unten auf dem Rasen geweidet habe. Dieses sei von dem herabstürzenden Mann zerschmettert worden, aber er selbst sei dadurch mit dem Leben davongekommen. Aus Dankbarkeit für seine Bewahrung habe er das Lamm in Stein hauen und im Mauerwerk des Turms anbringen lassen.
In der ältesten derzeit zugänglichen Fassung hat das Lied 11 Strophen:
Auf dem Lamm ruht meine Seele,

Schauet still dies Wunder an:

„Alle, alle meine Sünden

Durch Sein Opfer weggethan!“
Sel’ger Ruhort! Süßer Frieden,

Auf dem Lamme so zu ruhn!

Wo Gott Selber mit mir ruhet

Der ich Ihm versöhnet nun.
Hier fand Ruhe mein Gewissen;

Denn Sein Blut, es war der Quell,

Der mein Kleid von allen Sünden

Hat gewaschen weiß und hell.
Hier seh’ ich die Morgenröthe

Offen steht des Himmels Thor;

Meine Seele im Triumphe

Schwinget sich zu Gott empor.
Hier muß der Verkläger weichen;

Denn für mich ward Gottes Lamm

Einst zur Schlachtbank hingeführet,

Hat den Mund nicht aufgethan.
Seele, klammre Dich im Glauben

Fest an Deinen Heiland an.

Sieh, Er ist für Dich gestorben,

Daß Du lebest Ihm fortan.
Geh nach Weisheit zu dem Lamme;

Lern’ hier Gottes Sinn verstehn;

Lern’ des Vaters Herrlichkeiten,

Täglich neue Wunder sehn.
Tränke Dich aus diesen Quellen

Wahrer Demuth, Lieb’ und Gnad’.

Dann, o Seele, ruhst du sicher,

Wandelst sicher deinen Pfad.
Jesu, Deine Gnade leitet

Mich der sel’gen Wohnung zu,

Die dort in des Vaters Hause

Selber mir bereitet du.
Dann wird Dich mein Auge sehen,

Dessen Lieb’ ich hier geschmeckt,

Dessen Treu ich hier erfahren,

Der mir Gottes Herz entdeckt.
Wenn der Lohn von deinen Schmerzen:

Deine Gott erkaufte Schaar –

Bringt in Zions heil’ger Ruhe

Gotteslamm ihr Loblied dar.
Die heute übliche Fassung findet man zuerst im Liederbuch Kleine Sammlung geistlicher Lieder von Carl Brockhaus, 2. Auflage, Elberfeld 1861.